# FIA E-Rally Regularity Cup 2020
La FIA E-Rally Regularity Cup 2020 è la stagione 2020 del Campionato del mondo di rally per veicoli ad alimentazione elettrica organizzato dalla Federazione Internazionale dell'Automobile e sviluppato in gare di regolarità e minor consumo. Prevedeva lo svolgimento di otto gare di regolarità in sette paesi. L'inizio della stagione, inizialmente previsto per il 3 aprile, è slittato al 20 agosto per il rinvio o l'annullamento di numerose gare a causa dell'emergenza COVID-19.

## Calcolo dei punteggi
Ciascuna gara assegna un punteggio per le classifiche generali relative a piloti, co-piloti e costruttori ai primi dieci equipaggi, secondo il seguente ordine: al primo classificato 15 punti, al secondo 12, e poi 10, 8, 6, 5, 4, 3, 2 e 1. Tale punteggio viene moltiplicato per un coefficiente in base alla lunghezza totale della gara e delle prove speciali di regolarità in essa contenute. Il coefficiente è 1 per le gare della durata minima ammessa, cioè almeno 250 km complessivi di cui 100 di prove speciali; sale invece ad 1,5 per le gare di almeno 400 km, di cui 150 di prove speciali, ed è 2 per le gare di almeno 600 km totali, di cui un minimo di 200 di prove speciali. Un'ulteriore moltiplicazione per un coefficiente di 1,5 è previsto per le gare che si svolgono al di fuori dell'Europa continentale, come l'eRally Iceland.

## Calendario e risultati
| Data                 | Gara                                  | Coefficiente | 1º posto                                                      | 2º posto                                                       | 3º posto                                              |
| -------------------- | ------------------------------------- | ------------ | ------------------------------------------------------------- | -------------------------------------------------------------- | ----------------------------------------------------- |
| 21-23 maggio 2020    | Czech New Energies Rallye             | Annullata    | Annullata                                                     | Annullata                                                      | Annullata                                             |
| 5-7 giugno 2020      | EcoDolomites GT                       | Annullata    | Annullata                                                     | Annullata                                                      | Annullata                                             |
| 20-22 agosto 2020    | eRally Iceland                        | 3            | Artur Prusak (pilota) Thierry Benchetrit (co-pilota)          | Rebekka Helga Pálsdóttir (pilota) Auður Pálsdóttir (co-pilota) | Guido Guerrini (pilota) Francesca Olivoni (co-pilota) |
| 20-22 agosto 2020    | eRally Iceland                        | 3            | Opel Corsa E                                                  | MG ZS EV                                                       | Volkswagen e-Golf                                     |
| 17-19 settembre 2020 | Mahle Eco Rally                       | Annullata    | Annullata                                                     | Annullata                                                      | Annullata                                             |
| 2-4 ottobre 2020     | Eco Rallye Bilbao-Petronor            | Annullata    | Annullata                                                     | Annullata                                                      | Annullata                                             |
| 3-5 ottobre 2020     | Oeiras Eco Rally Portugal             | 1,5          | Pedro Morais (pilota) Silvia Coutinho (co-pilota)             | Txema Foronda (pilota) Pilar Rodas (co-pilota)                 | Artur Prusak (pilota) Thierry Benchetrit (co-pilota)  |
| 3-5 ottobre 2020     | Oeiras Eco Rally Portugal             | 1,5          | BMW i3                                                        | Volkswagen e-Golf                                              | Opel Corsa E                                          |
| 21-25 ottobre 2020   | eRallye Monte Carlo                   | Annullata    | Annullata                                                     | Annullata                                                      | Annullata                                             |
| 13-15 novembre 2020  | Eco Rallye de la Comunitat Valenciana | 1,5          | Óscar García Blánquez (pilota) Sergio Marco Lucas (co-pilota) | Artur Prusak (pilota) Thierry Benchetrit (co-pilota)           | Guido Guerrini (pilota) Francesca Olivoni (co-pilota) |
| 13-15 novembre 2020  | Eco Rallye de la Comunitat Valenciana | 1,5          | Volkswagen ID.3                                               | Opel Corsa E                                                   | Renault Zoe                                           |

## Classifiche

### Piloti
| Punti | Pilota (prime posizioni) |
| ----- | ------------------------ |
| 78    | Artur Prusak             |
| 45    | Guido Guerrini           |
| 36    | Rebekka Helga Pálsdóttir |

### Co-piloti
| Punti | Co-pilota (prime posizioni) |
| ----- | --------------------------- |
| 78    | Thierry Benchetrit          |
| 45    | Francesca Olivoni           |
| 36    | Auður Pálsdóttir            |

### Costruttori
| Punti | Marca (prime posizioni) |
| ----- | ----------------------- |
| 78    | Opel                    |
| 70,5  | Volkswagen              |
| 45    | Renault                 |